# پیتر کایل
پیتر کایل (انگلیسی: Peter Kyle؛ سپتامبر ۱۸۸۰ – ۱۹۶۱) بازیکن فوتبال اهل بریتانیا بود.
از باشگاه‌هایی که در آن بازی کرده‌است می‌توان به باشگاه فوتبال آرسنال، باشگاه فوتبال لیورپول، باشگاه فوتبال واتفورد، باشگاه فوتبال وستهام یونایتد، باشگاه فوتبال تاتنهام هاتسپر، باشگاه فوتبال شفیلد یونایتد، باشگاه فوتبال لستر سیتی، و باشگاه فوتبال استون ویلا اشاره کرد.